# Buroz
Buroz is een gemeente in de Venezolaanse staat Miranda. De gemeente telt 29.000 inwoners. De hoofdplaats is Mamporal.